# Mimostrangalia gressitti
Mimostrangalia gressitti är en skalbaggsart som beskrevs av Hayashi och Jean François Villiers 1985. Mimostrangalia gressitti ingår i släktet Mimostrangalia och familjen långhorningar.
Artens utbredningsområde är Laos. Inga underarter finns listade i Catalogue of Life.